# حاجز مضاد للأنفاق على طول حاجز إسرائيل-غزة
الجدار المضاد للأنفاق على طول الحدود بين غزة وإسرائيل (يشار إليه أحيانًا باسم الجدار الذكي على الحدود بين إسرائيل وغزة ) هو جدار ردغة تحت الأرض شيدته إسرائيل على طول 40-كيلومتر (25 ميل) طول الحاجز بين غزة وإسرائيل لمنع الجماعات المسلحة في قطاع غزة، وخاصة حماس (التي تعتبرها إسرائيل مجموعة إرهابية)، من التسلل إلى إسرائيل عن طريق حفر الأنفاق تحت الحاجز. ويتضمن المشروع أعمال الحفر لأعماق مصنفة، وبناء جدران خرسانية سميكة مع أجهزة استشعار وأجهزة إنذار.
اكتمل بناء الحاجز المضاد للأنفاق تحت الأرض، و81% من الحاجز فوق الأرض، في مارس 2021. واكتمل المشروع بأكمله في ديسمبر 2021. قدرت تكلفة المشروع بين 3 مليارات شيكل (833 مليون دولار) إلى 3.5 مليار شيكل (1.11 مليار دولار).

## خلفية
بسبب فعالية الحاجز بين إسرائيل وغزة في وقف تسلل المسلحين الفلسطينيين إلى إسرائيل، تبنت حماس استراتيجية حفر الأنفاق تحت الجدار. وفي 25 حزيران/يونيو 2006، استخدم المسلحون نفقًا طوله 800 متر حفر على مدى أشهر للتسلل إلى داخل إسرائيل. هاجموا وحدة مدرعة إسرائيلية، وقتلوا جنديين، وأسروا جنديًا آخر، هو جلعاد شاليط.
وفي الفترة ما بين يناير/كانون الثاني وأكتوبر/تشرين الأول 2013، وجدت ثلاثة أنفاق أخرى، اثنان منها كانا مملوءين بالمتفجرات.
خلال حرب غزة عام 2014، كان مقاتلي حماس يخرجون من الانفاق لمواجهة الجيش الإسرائيلي على طول الحدود. بعد الحرب، عثرت إسرائيل على 32 نفقًا ودمرتها. وفي عام 2018، دمرت إسرائيل ثلاثة أنفاق جديدة.

## حاجز تحت الأرض
بني الجدار المضاد للأنفاق ردًا على العدد الكبير من الأنفاق التي تحفرها حماس، والتي لا يمكن استخدامها إلا لتسلل المسلحين. وفي منتصف عام 2017، بدأت إسرائيل ببناء الجدار تحت الأرض بعمق عدة أمتار. وقد جهز الحاجز بأجهزة استشعار يمكنها اكتشاف بناء الأنفاق.
في أكتوبر 2020، حددت أجهزة الاستشعار الموجودة في المبنى تحت الأرض نفقًا تابعًا لحماس. ووصف مسؤول عسكري إسرائيلي النفق بأنه "أهم نفق رأيناه حتى الآن، سواء من حيث العمق أو البنية التحتية".

## أنظر أيضا
- حاجز غزة-إسرائيل
- حرب الأنفاق الفلسطينية في قطاع غزة
- أنفاق التهريب في قطاع غزة